# Ясенская коса
Ясенская коса — намывная песчаная коса, расположенная в Приморско-Ахтарском районе Краснодарского края на восточном побережье Азовского моря, между Ясенским заливом и Бейсугским лиманом. Начинается севернее Приморско-Ахтарска и тянется к Ясенской Переправе, от которой отделена гирлом Бейсугского лимана.
Длина Ясенской косы составляет 14 км, наибольшая ширина зафиксирована в северной части — примерно 3 км. Активному росту косы в северном направлении способствуют западные и юго-западные ветра, которые усиливают морское течение с юга на север. Таким образом потоки морской воды перемещают большое количество ракушечника и песка, которые, отлагаясь на северной оконечности косы, способствуют её росту.
Климат в этой части Азовского побережья характеризуется умеренной зимой (средняя температура января от -2 до -5,5°C) и сухим жарким летом (средняя температура июля 23—24°C). Безморозный период начинается в конце марта—начале апреля и заканчивается в конце ноября, продолжительность безморозного периода — 190—210 дней. В течение вегетационного периода на побережье бывают суховеи (45—50 дней). Годовое количество осадков — 400—500 мм.
В результате издания Постановления главы администрации Краснодарского края от 07.08.1997 г. № 332, Ясенская коса получила статус курорта местного значения. Границы и режим округа санитарной охраны этой особо охраняемой природной территории (ООПТ) определён Постановлением главы администрации Краснодарского края от 02.08.2011 г. № 826.
Последние 20-30 лет Ясенская коса интенсивно разрушается. Площадь размыва морской части косы с 1948 по 2006 годы по длине 10 км составила 2,4 млн м²; объём — около 5 млн куб.м. Наибольшая скорость размыва наблюдается с 1994 года — до 12-15 м в год. Учёные опасаются, что при сильном шторме с экстремальным нагоном корневая часть косы может быть прорвана, что приведёт к распаду косы на отдельные острова и превращению Бейсугского лимана в мелководный залив Азовского моря. Результатом станет повышение солёности воды в лимане и ухудшение условий воспроизводства рыбы, а также общее нарушение экологического равновесия прибрежных территорий. Причины разрушения Ясенской косы носят как природный, так и техногенный характер. Среди естественных процессов, способствующих разрушению тела косы — глобальное потепление, повышение уровня Азовского моря, рост числа и интенсивности ураганов на побережье. Воздействие этих факторов усиливается вследствие хозяйственной деятельности. На косе создаются пруды и каналы, идёт перемещение больших объёмов ракушечника. В результате природных процессов и техногенного воздействий происходит повреждение искусственных насаждений лоха и облепихи, заложенных в середине 20-го века и защищающих Ясенскую косу от водной и ветровой эрозии.